# Châtillon-sur-Broué

Châtillon-sur-Broué este o comună în departamentul Marne, Franța. În 2009 avea o populație de 68 de locuitori.